# Proteste in Polonia del 2020-2021

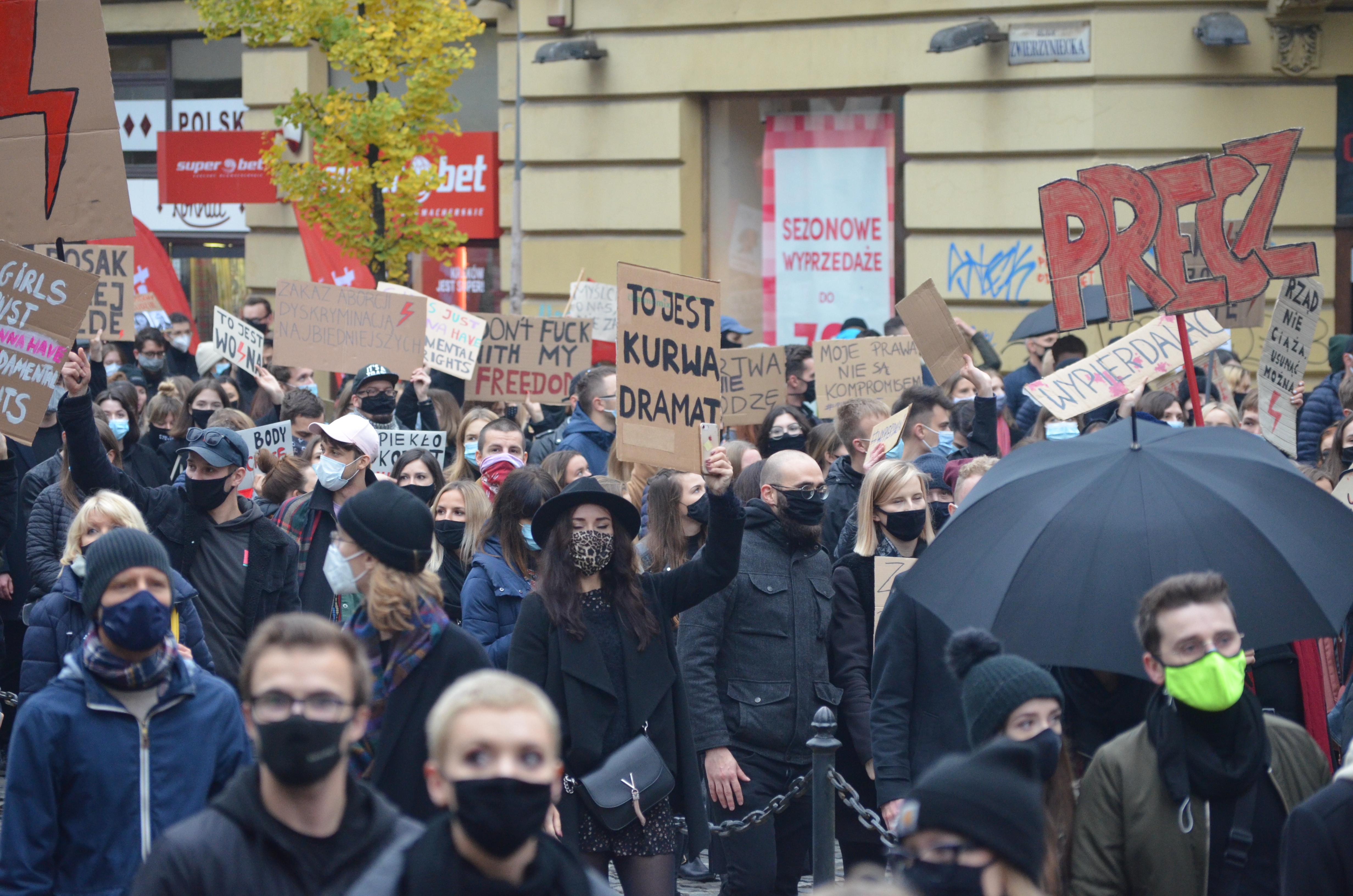
Proteste ad ottobre 2020

Le proteste in Polonia del 2020, avvenute nel periodo ottobre-dicembre e ripartite nel gennaio 2021, anche citate come "sciopero delle donne" (in polacco: Strajk Kobiet), sono le manifestazioni e le proteste antigovernative iniziate in Polonia il 22 ottobre 2020, in reazione a una sentenza della Corte costituzionale, composta principalmente da giudici nominati dal partito Diritto e Giustizia (in polacco: Prawo i Sprawiedliwość, PiS), che ha rafforzato la legge contro l'aborto in Polonia. La sentenza ha reso illegali quasi tutti i casi di aborto, compresi i casi in cui il feto presenti una disabilità grave e permanente, o una malattia incurabile e pericolosa per la vita.

## Cronologia
La prima ondata di proteste di massa in opposizione alla sentenza è iniziata nel pomeriggio del 22 ottobre. Nella più grande protesta nel paese dalla fine della Repubblica popolare durante le rivoluzioni del 1989, i manifestanti hanno contestato l'interferenza della Chiesa cattolica romana in questioni pubbliche e si sono opposti all'estensione del controllo su tutti e tre i rami del governo da parte della coalizione del presidente Andrzej Duda. Donne e uomini polacchi hanno manifestato in circa 60 città e lo scalpore suscitato ha indotto il governo polacco a rimandare la pubblicazione della sentenza prevista per il 2 novembre 2020.
Il 28 gennaio, dopo l'entrata in vigore della legge, le proteste sono riprese e alcuni leader del movimento sono stati arrestati.